# إيغور ألفيش
إيغور ألفيش (4 أبريل 1988 بريو دي جانيرو في البرازيل - ) هو لاعب كرة قدم برازيلي في مركز الوسط. لعب مع نادي فاسكو دا غاما وويدزي لودز وموروكا سوالوز.

## وصلات خارجية
- إيغور ألفيش على موقع قاعدة بيانات كرة القدم.إي يو (الإنجليزية)
- إيغور ألفيش على موقع Soccerway.com (الإنجليزية)